# Здроєво (Куявсько-Поморське воєводство)
Здроєво (пол. Zdrojewo) — село в Польщі, у гміні Нове Свецького повіту Куявсько-Поморського воєводства.
Населення — 378 осіб (2011).
У 1975-1998 роках село належало до Бидгощського воєводства.

## Демографія
Демографічна структура станом на 31 березня 2011 року:
|          | Загалом | Допрацездатний вік | Працездатний вік | Постпрацездатний вік |
| -------- | ------- | ------------------ | ---------------- | -------------------- |
| Чоловіки | 193     | 41                 | 132              | 20                   |
| Жінки    | 185     | 43                 | 106              | 36                   |
| Разом    | 378     | 84                 | 238              | 56                   |